# Ґуркі (Каменський повіт)
Ґуркі (пол. Górki, нім. Görke) — село в Польщі, у гміні Камень-Поморський Каменського повіту Західнопоморського воєводства.
Населення — 222 особи (2011).
У 1975-1998 роках село належало до Щецинського воєводства.

## Демографія
Демографічна структура станом на 31 березня 2011 року:
|          | Загалом | Допрацездатний вік | Працездатний вік | Постпрацездатний вік |
| -------- | ------- | ------------------ | ---------------- | -------------------- |
| Чоловіки | 105     | 17                 | 79               | 9                    |
| Жінки    | 117     | 26                 | 70               | 21                   |
| Разом    | 222     | 43                 | 149              | 30                   |